# Campagne-lès-Boulonnais
Campagne-lès-Boulonnais – miejscowość i gmina we Francji, w regionie Hauts-de-France, w departamencie Pas-de-Calais.
Według danych na rok 1990 gminę zamieszkiwały 473 osoby, a gęstość zaludnienia wynosiła 36 osób/km² (wśród 1549 gmin regionu Nord-Pas-de-Calais Campagne-lès-Boulonnais plasuje się na 800. miejscu pod względem liczby ludności, natomiast pod względem powierzchni na miejscu 172.).